# Svedberg (måttenhet)
En svedberg, med beteckningen S, är en enhet som används för att mäta sedimentationskoefficienten vid ultracentrifugering. Enheten, som har uppkallats efter ultracentrifugens uppfinnare Theodor Svedberg, är en tidsenhet som motsvarar 10-13 s. Sedimentationskoefficienten används bland annat som mått på densitet av rRNA-innehållande komplex. Exempelvis namnges ribosomens subenheter i eukaryoter 40S och 60S.